# Vintersborg
Vintersborg er en gammel sædegård som blev kaldt Utterslevgaard, på Lolland. Den nævnes første gang i 1401. Navnet Vintersborg er fra 1673. Gården ligger i Utterslev Sogn, Lollands Nørre Herred, Maribo Amt, Ravnsborg Kommune. Hovedbygningen er opført i 1804 og ombygget 1854.
Vintersborg Gods er på 263 hektar

## Ejere af Vintersborg
- (1370-1401) Johan Skarpenberg
- (1401-1435) Predbjørn Podebusk
- (1435-1473) Slægten Podebusk
- (1473-1500) Claus Grubendels / Mogens Hak
- (1500-1510) Knud Gjøe
- (1510-1530) Hans Krafse
- (1530-1551) Karen Hansdatter Krafse gift Rud
- (1551-1571) Jørgen Rud
- (1571-1618) Eiler Jørgensen Rud
- (1618-1647) Borkvard Eilersen Rud
- (1647-1672) Helvig Rosenkrantz gift Rud
- (1672-1694) Helmuth Otto von Winterfeldt
- (1694-1699) Gustav von Winterfeldt
- (1699-1728) Christopher von Eichstedt
- (1728-1741) Enke Fru von Eichstedt
- (1741-1757) Carl Vilhelm Gjedde
- (1757-1769) Sophie von Winterfeldt gift Holck
- (1769-1772) Flemming Holck-Winterfeldt
- (1772-1785) Gustav Holck-Winterfeldt
- (1785-1801) Frederik Christian Holck-Winterfeldt
- (1801-1804) Christian Heinrich August Hardenberg-Reventlow
- (1804-1810) Jørgen Jørgensen
- (1810-1844) Jacob Kølle
- (1844-1883) Frederik Anton Hastrup
- (1883-1900) Julianus Hastrup
- (1900) Lollands Spare Og Laanebank
- (1900-1912) M. Alstrup
- (1912-1938) Carl Olaf Olsen
- (1938-1977) Asger Olsen
- (1977-) Carl Olaf Olsen / Ivan Olsen

## Ekstern henvisninger
- Vintersborg - fra Dansk Center for Herregårdsforskning Arkiveret 11. februar 2017 hos  Wayback Machine